# Serralada Central de Makran
La Serralada Central de Makran o Serralada de Makran Central (Central Makran Range) és una cadena muntanyosa al Pakistan, província del Balutxistan, regió de Makran. S'origina a les muntanyes de la regió de Jhalawan amb ben formades elevacions entre les quals destaca el Zangi Lak o Muntanyes Dranjuk (1.911 msnm) al nord, i el Koh-i-Patandar (2.322 msnm) que és la continuació del Kech Band (1183 metres) al sud. S'estenen a oest-sud-oest durant 400 km; la part central s'uneix a les muntanyes Zamuran i la part nord a les muntanyes Bampusht (a Iran). L'amplada és uniforme a l'entorn del 70 km. Dins la serralada hi ha les valls dels rius Raghai, Gichk i Gwargo, i les valls de Balgattar, Buleda, i Parom.